# マッツ・ミケルセン
マッツ・ミケルセン（Mads Mikkelsen, 本名: マッツ・ディットマン・ミケルセン、デンマーク語: Mads Dittman Mikkelsen, 1965年11月22日 - ）は、デンマーク・コペンハーゲン出身の俳優。本名の発音は、マッツの母語であるデンマーク語では「マス・ディトゥマン・ミキルセン」となる。

## 人物
もともとは体操選手、ダンサーだった。映画『プッシャー』3部作の最初の2作（1996年、2004年）のトニー、テレビシリーズ『Rejseholdet』（2000年 - 2004年）のアラン・フィッシャー刑事、『オープンハーツ』（2002年）のニールス、『グリーンブッチャーズ』（2003年）のスベンド、『アダムの林檎』（2005年）のイワン、『アフター・ザ・ウェディング』（2006年）のヤコブ・ピーターセンなどの役で、デンマークで俳優としての名声を得た。
ミケルセンは、21作目のジェームズ・ボンド映画『007/カジノ・ロワイヤル』（2006年）で主敵のル・シッフルを演じ、世界的な評価を得ている。 他にも、『ココ・シャネル＆イゴール・ストラヴィンスキー』（2008年）のイゴール・ストラヴィンスキー、『ロイヤル・アフェア』（2012年）のヨハン・フリードリッヒ・シュトルエンゼー、デンマーク映画『偽りなき者』（2012年）のルーカス役でカンヌ国際映画祭主演男優賞を受賞した。テレビシリーズ『ハンニバル』（2013年 - 2015年）のハンニバル・レクター役、マーベル『ドクター・ストレンジ』（2016年）のカエシリウス役、ルーカスフィルム『ローグ・ワン／スター・ウォーズ・ストーリー』（2016年）のゲイレン・アーソ役、小島秀夫監督のビデオゲーム『デス・ストランディング』（2019年）のクリフォード・アンガー役など。

## プロフィール
ミケルセンは1965年11月22日、コペンハーゲンのオースターブロで、看護師のベンテ・クリスティセンと銀行員で労働組合の職員でもあるヘニング・ミケルセンの次男として生まれた。俳優でもある兄のラース・ミケルセン (Lars Mikkelsen) と一緒にナールブロで育った。
若いころは陸上競技を志して体操選手としてトレーニングを受けていが、ヨーテボリのバレエ・アカデミー (Balettakademien) でダンスを学び、スウェーデン語も堪能になった。 ダンスのキャリアの中で、ミケルセンは振付家のハンネ・ヤコブセンと出会い、2000年に結婚した。1996年にオーフス演劇学校で演劇を学び、俳優としてのキャリアをスタートさせるまでの約10年間、プロのダンサーとして活躍した。
彼は生まれつき左目の視力が弱く、出演作に置いても左目に何かを施されているキャラクターが多いのはそれが理由である。

## キャリア

### 1996年 - 2005年
ミケルセンは1996年、ニコラス・ウィンディング・レフン監督の国際的に成功した映画『プッシャー』で麻薬の売人役として映画デビューした。その後、デンマークの人気映画では、社会から疎外された者を演じ、しばしばコミカルな役を演じた。1999年、ミケルセンはレフン監督の『ブリーダー (Bleeder)』（1999年）で、回避性人格障害に苦しむ内気な映画マニアのレニー役でキム・ボドニアと対峙した。2000年には、アンダース・トーマス・ジェンセン監督のコペンハーゲンのギャング映画『明滅する光』で、ソーレン・ピルマーク、ウルリク・トムセン、ニコライ・リー・カースと共演し、ギャング役を演じた。翌年にはゲイコメディ映画『シェイク・ユア・ハート (Shake It All About)』（2001年）で主演を務め、人気を博した。
2002年、ミケルセンは『オープン・ハーツ』で患者のガールフレンドと恋に落ちる若い医師を演じ、2003年にはロバート賞とボディル賞にノミネートされた。ミケルセンは2003年のルーアン・ノルディック映画祭でも主演男優賞を受賞している。 2003年には短編映画『Nu』で妻子を捨てた男を演じている。2003年には、パブロ・ベルヘル監督のスペイン映画『トレモリノス73 (Torremolinos 73)』に主演した。この映画は、人間の生殖に関する視聴覚百科事典であると偽ってポルノ映画をスカンジナビア諸国に輸出する百科事典のセールスマンを描いたものである。スペインでは批評的な成功を収めたが、スカンジナビア諸国ではあまり評判がよくなかった。
2004年、ミケルセンは『プッシャー』の続編『プッシャーII』で麻薬の売人トニー役を再演。彼の演技は絶賛され、ボディル賞主演男優賞、ズールー賞主演男優賞、ロバート・フェスティバル賞主演男優賞を受賞した。2005年には、ミケルセンが『アダムの林檎』で、アップルパイを焼くため、ウルリク・トムセン演じる「罰則として社会奉仕活動の刑を受けたネオナチ」に挑む「異端の田舎の牧師」イワンを演じている。
ミケルセンがブレイクし、もっとも長く出演したのは、ニールス・アーデン・オプリフ監督のデンマークのテレビシリーズ「Rejseholdet (Unit One)」（2000年 - 2003年）の繊細な警察官役で、TvFestival.dkの2002年最優秀男優賞を受賞した。このシリーズの32エピソードは4年間にわたって放送された。国際的には、ジェリー・ブラッカイマー監督の映画『キング・アーサー』（2004年）のトリスタン役で広く知られるようになった。

### 2006年 - 2010年

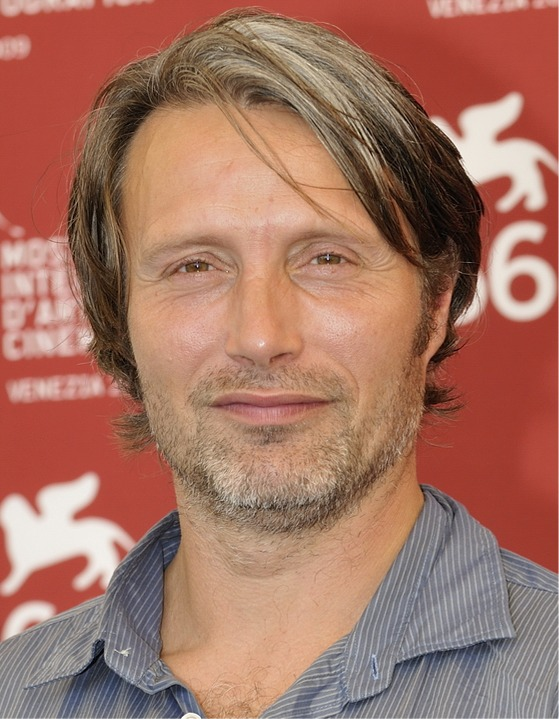
第66回ヴェネチア映画祭にて（2009年）

2006年、ミケルセンはオーレ・クリスチャン・マセン監督の受賞作『プラハ (Prague)』でスティーン・ステンゲイド、ヤナ・プロドコヴァーと共演。クリストファー役でズールー賞主演男優賞、ボディル賞とロバート・フェスティバル主演男優賞にノミネートされた。『バラエティ (Variety)』誌のエディ・コックレルは、「傑出した」演技の中にある彼の「厳格な表情」を評価した。 同年、ミケルセンは、21作目のジェームズ・ボンド映画『007/カジノ・ロワイヤル』のル・シッフル役で、初めて国際的に高く評価され、成功を収めた。このときミケルセンはあっさりと役を獲得し、（役が決まるまでかなり苦労した）主演のダニエル・クレイグに冗談で「キャスティングされるために誰かと寝たのか」と聞かれるほどだった。2006年、ミケルセンはデンマークの『アフター・ウェディング（デンマーク語: Efter brylluppet、英語: After the Wedding）』でも主演を務め、アカデミー賞外国語映画賞にノミネートされた。 その演技でパームスプリングス国際映画祭主演男優賞とヨーロッパ映画賞主演男優賞にノミネートされた。ニューヨーク・タイムズ紙は、ハリウッドでは「魅力的な顔立ちをした信頼できるキャラクター俳優になった」と評する一方で、国内では「スター、公理であり、復活しつつあるデンマーク映画を代表する俳優である」と述べている。
2008年、ミケルセンはオーレ・クリスチャン・マドセン監督の『誰がため (Flammen & Citronen)』でデンマークのレジスタンス戦闘員ヨルゲン・ハーゲン・シュミスを演じ、トゥーレ・リントハートとスティーネ・スティーンゲーゼと共演している。「シトローネン」という愛称で呼ばれるミケルセンのキャラクターは、彼が働くシトロエン工場にちなんで名付けられた。ワシントン・ポスト紙のマイケル・オサリバンは、ミケルセンとリントハートのキャラクターを「ブッチ・キャシディとサンダンス・キッド（アメリカ西部開拓時代後期のアウトロー）」になぞらえ、「銃を持ったハンサムな悪党の物語」だと述べている。2008年には、ミケルセンはビデオゲーム『007 慰めの報酬』のキャラクター、ル・シッフルの声も担当しており、オーストリアのブレゲンツでスイスの時計メーカー、スウォッチの『007 悪役コレクション』の発表会に招待された際には、ル・シッフルを代表して声を担当した。 翌年、ヨーロッパで最も官能的な男性俳優の一人としての評判を得たミケルセンは、作曲家とファッションデザイナーのロマンスを題材にしたヤン・クーネン監督の『シャネル アンド ストラヴィンスキー (Coco Chanel & Igor Stravinsky)』で、アンナ・ムグラリスと共演し情熱的なストラヴィンスキーを演じ、絶賛された。エンパイア誌はこの作品を「1920年代のフランスにおけるシャネルとストラヴィンスキーの不倫関係に焦点を当てた、視覚的に素晴らしい映画」と評している。オブザーバー誌のフィリップ・フレンチはこの作品を「美しく、知的な、浅い映画であり、一見して深い湖のようにみえる一枚の板ガラス」と評し、「モダニズムの仲間であり、同じようにクールなエゴイスト」であるムグラリスのココ・シャネルにとってミケルセンのストラヴィンスキーはマッチしていると指摘している。 ミケルセンはその後、『ヴァルハラ ライジング』（2009年）で十字軍の北欧戦士を演じ、『タイタンの戦い』（2010年）では王の護衛隊のリーダーであるドラコを演じ、再びレフンとの共演を果たすなど、バイオレンス・アクションのジャンルへ戻った。

### 2011年 - 現在

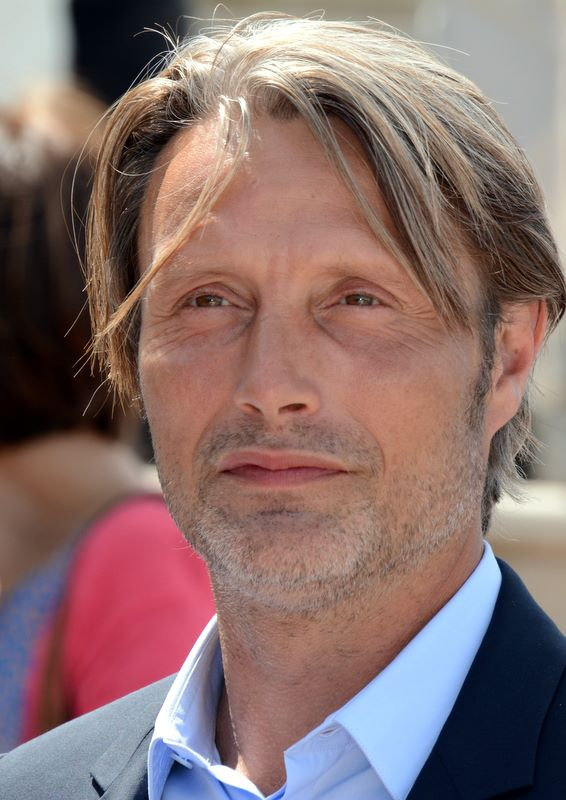
第66回カンヌ国際映画祭にて（2013年）

2011年には『三銃士/王妃の首飾りとダ・ヴィンチの飛行船 (The Three Musketeers)』でロシュフォール伯爵を演じ興行的に成功を収めたが、批評家からの評価は低かった。2012年には『偽りなき者 (The Hunt)』に主演し、カンヌ国際映画祭で主演男優賞を受賞した。 児童虐待の濡れ衣を着せられた学校の教師を演じ、ヨーロッパ映画賞の主演男優賞とロンドン映画批評家連盟賞の年間最優秀男優賞にノミネートされた。同年、アカデミー賞にノミネートされた歴史ドラマ『ロイヤル・アフェア 愛と欲望の王宮 (A Royal Affair)』では、18世紀の医師ヨハン・フリードリッヒ・ストルーエンセが、精神を病んだデンマークの君主クリスチャン7世の治療中にキャロライン・マチルダ王妃と不倫関係にあったという役柄で主演を務めた。この映画は、その豪華な衣装も相まってデンマーク映画の中でももっとも高額な予算で製作された映画のひとつであり、批評家からも好評を博した。ミケルセンは自身の役柄について、「これを読んで、特に時代劇としては、こんなにも感情的になってしまったことに驚いた。彼は国王と王妃の両方を深く愛しているが、政治的な立場に留まり、だんだんと視野が狭くなっていき、突然、他の廷臣たちが嫌っていたこととまったく同じことをするようになり、それが面白く、とても人間的だと思いました」と述べている。 2012年、デンマーク・アメリカ協会のパーソン・オブ・ザ・イヤーも受賞。
ミケルセンはNBCのテレビシリーズ『ハンニバル』（2013年 - 2015年）で、特別捜査官ウィル・グラハム役のヒュー・ダンシーと並びハンニバル・レクターを演じた。 このシリーズは特に深い成功を収め、レクター役のミケルセンの演技は称賛を浴びた。ミケルセンは当初、アンソニー・ホプキンスのレクター役は「完璧に演じられている」と信じていたため、この役を引き受けることに懐疑的だった。しかしミケルセンは自分のキャラクターについて、「彼は古典的なサイコパスや古典的な連続殺人鬼ではない。私は、彼は堕天使であるサタンに限りなく近いと思っています。彼は死の中に美しさを見ている。そして、毎日が新しい一日であり、チャンスに満ちている」と語った。
2013年には、サンダンス映画祭でプレミア上映されたシャイア・ラブーフ、エヴァン・レイチェル・ウッドと並んで『バレット・オブ・ラヴ (Charlie Countryman)』に出演し、翌年2013年のカンヌ国際映画祭でプレミア上映された『マイケル・コールハース (Michael Kohlhaas)』ではタイトルキャラクターを演じた。2014年にはデンマークの西部劇『悪党に粛清を (The Salvation)』で主演を務めた。ミケルセンはリアーナの「Bitch Better Have My Money」のミュージックビデオに、同曲の主人公である彼女から盗みを働く「ビッチ」の会計士役で出演した。
2016年、ミケルセンは2016年カンヌ国際映画祭のメインコンペティション審査員を務めた。 2016年10月には、マーベル映画『ドクター・ストレンジ』にカエシリウス役でベネディクト・カンバーバッチ、ティルダ・スウィントンと並んで出演した。彼のキャラクターは十分に活用されておらず、マーベルにとってはよくある「一般的な悪党」だと批判されたが、有名批評家からは「難しい役柄をうまく引き出している」と賛称されている。2016年12月、ミケルセンはスター・ウォーズのスピンオフ映画『ローグ・ワン：スター・ウォーズ・ストーリー』でゲイレン・ウォルトン・アーソを演じた。2018年には、ブラジルの映画監督ジョー・ペナが監督したサバイバルスリラー『アークティック (ARCTIC)』で主演を務めた。2021年公開予定のダグ・ライマン監督の映画『カオス・ウォーキング』のキャストに加わった。
ミケルセンは、小島秀夫監督のビデオゲーム『DEATH STRANDING（デス・ストランディング）』でメインキャラクターとして重要な役割を演じた。 2018年には、ウィレム・ダフォー主演のジュリアン・シュナーベル監督の映画『永遠の門 ゴッホの見た未来 (At Eternity's Gate)』で脇役を務めた。 2019年には、ヴィクトル・サントスのグラフィックノベル『Polar』を原作としたジョナス・オーケルルンド監督のアクション映画『ポーラー 狙われた暗殺者 (Polar)』で主演を務めた。Rotten Tomatoesでは47人の批評家からのレビューに基づいて19%の支持率を得ている。 ミケルセンはまた、大手ビール会社カールスバーグの2019年の新しいイギリスの広告に出演し、ブランドのメインビールがデンマークのピルスナーに生まれ変わったことを発表している。
2020年11月、ジョニー・デップが『ファンタスティック・ビースト』シリーズのグリンデルバルド役を降板し、急遽ミケルセンが役を引き継ぐこととなった。
2023年に公開された『インディー・ジョーンズと運命のダイヤル』ではドイツ人科学者ユルゲン・フォラーを演じた。

## 私生活
2000年、ミケルセンは1987年から交際していた振付師のハンネ・ヤコブセンと結婚した。二人には娘のヴィオラ（1992年生まれ）と息子のカール（1997年生まれ）がいる。
ミケルセンは、ハンニバルの撮影中にトロントに住んでいたときを除き、ほとんどコペンハーゲンに住んでいた。 現在はデンマークを拠点にしているが、ミケルセン一家の家があるスペインのマヨルカ島でも多くの時間を過ごしている。
ミケルセンは無宗教である。
数々の来日経験があり、日本語版の吹替声優を務めている井上和彦とは複数回の対面を果たしている（詳細は後述）。

## 受勲
2010年4月15日、ミケルセンはダンネブロ勲章のリダー（騎士）に任命された。 2016年4月、フランス政府はミケルセンを芸術文化勲章のシュヴァリエ（騎士）に任命した。

## 出演作品
※役名の太字表記は主演。

### 映画
| 年   | 題名                                                                                         | 役名                                 | 備考                                                                     | 吹替               |
| ---- | -------------------------------------------------------------------------------------------- | ------------------------------------ | ------------------------------------------------------------------------ | ------------------ |
| 1996 | プッシャー Pusher                                                                            | トニー                               | ビデオ化題名『麻薬密売人 プッシャー』                                    | 一条和矢           |
| 1998 | ヴァンパイア黙示録 Nattens engel                                                             | ロニー・ゴールウェイ                 |                                                                          | 不明               |
| 1998 | ワイルドサイド Vildspor / Wildside                                                           | ジミー                               |                                                                          | N/A                |
| 2000 | ブレイカウェイ Blinkende lygter                                                              | アーニー                             | 日本劇場未公開                                                           | 不明               |
| 2001 | Monas verden                                                                                 | カスパー                             |                                                                          | N/A                |
| 2001 | シェイク・ユア・ハート Shake it all about                                                    | ヤコブ                               | （吹き替え版なし）                                                       |                    |
| 2002 | モンスターズ・インク Monsters, Inc.                                                          | ランドール・ボッグス                 | 声の出演（デンマーク語吹き替え）                                         | 青山穣             |
| 2002 | ウィルバーの事情 Wilbur Wants to Kill Himself                                                | ホースト                             | 日本劇場未公開                                                           |                    |
| 2002 | しあわせな孤独 Elsker dig for evigt                                                          | ニルス                               | デンマーク映画                                                           | 田中正彦           |
| 2002 | アイ・アム・ディナ 性に取り憑かれた女 I Am Dina                                              | ニールス                             | 日本劇場未公開                                                           |                    |
| 2003 | フレッシュ・デリ De Grønne slagtere                                                          | スヴェン                             | 日本劇場未公開                                                           | （吹き替え版なし） |
| 2003 | Nu                                                                                           | ジェイコブ                           |                                                                          |                    |
| 2003 | Torremolinos 73                                                                              | マグヌス                             | N/A                                                                      |                    |
| 2004 | キング・アーサー King Arthur                                                                 | トリスタン                           | 高川裕也                                                                 |                    |
| 2004 | プッシャー2 Pusher II                                                                        | トニー                               | 日本劇場未公開                                                           | （吹き替え版なし） |
| 2006 | ダークロード -闇夜の逃亡者- Exit                                                             | トーマス                             | 日本劇場未公開                                                           | 高木渉             |
| 2006 | プラハ Prag                                                                                  | クリストファー                       |                                                                          |                    |
| 2006 | 007/カジノ・ロワイヤル Casino Royale                                                         | ル・シッフル                         | 中多和宏（ソフト版） 藤原啓治（テレビ朝日版）                            |                    |
| 2007 | アフター・ウェディング Efter brylluppet                                                      | ヤコブ                               |                                                                          |                    |
| 2009 | 誰がため Flammen & Citronen                                                                  | シトロン                             | （吹き替え版なし）                                                       |                    |
| 2010 | シャネル&ストラヴィンスキー Coco Chanel & Igor Stravinsky                                    | イゴール・ストラヴィンスキー         | 木下浩之                                                                 |                    |
| 2010 | タイタンの戦い Clash of the Titans                                                           | ドラコ                               | 大塚芳忠（劇場公開版） 山路和弘（テレビ朝日版）                          |                    |
| 2011 | 三銃士/王妃の首飾りとダ・ヴィンチの飛行船 The Three Musketeers                               | ロシュフォール隊長                   | 西凜太朗（劇場公開版） 谷口節（テレビ朝日版）                            |                    |
| 2012 | ヴァルハラ・ライジング Valhalla Rising                                                       | ワン・アイ                           | (吹替版なし)                                                             |                    |
| 2012 | NWR（Nicolas Winding Refn)                                                                   | 本人                                 | ドキュメンタリー映画                                                     |                    |
| 2012 | Move On                                                                                      | マーク                               |                                                                          | N/A                |
| 2013 | 偽りなき者 Jagten                                                                            | ルーカス                             | カンヌ国際映画祭 男優賞受賞                                              | (吹替版なし)       |
| 2013 | ロイヤル・アフェア 愛と欲望の王宮 En kongelig affære                                         | ヨハン・フリードリヒ・ストルーエンセ |                                                                          | (吹替版なし)       |
| 2013 | バトル・オブ・ライジング コールハースの戦い Michael Kohlhaas                                 | ミヒャエル・コールハース             | 別題『バトル・オブ・ライジング』 フランス・ドイツ合作映画 日本劇場未公開 | 不明               |
| 2013 | バレット・オブ・ラヴ Charlie Countryman                                                      | ナイジェル                           | 日本劇場未公開                                                           | 木下浩之           |
| 2014 | ザ・ドア 交差する世界 Die Tür                                                                | ダヴィッド・アンデルナッハ           | ドイツ映画                                                               | 宮内敦士           |
| 2015 | 劇場版 ムーミン谷の彗星 パペット・アニメーション Moomins and the Comet Chase                 | スニフ                               |                                                                          |                    |
| 2015 | 悪党に粛清を The Salvation                                                                   | ジョン                               | 井上和彦                                                                 |                    |
| 2016 | メン&チキン Mænd og Høns                                                                     | エリアス                             |                                                                          |                    |
| 2016 | ブリーダー Bleeder                                                                           | レニー                               | 製作年：1999年                                                           | (吹替版なし)       |
| 2016 | ローグ・ワン/スター・ウォーズ・ストーリー Rogue One: A Star Wars Story                       | ゲイレン・アーソ                     |                                                                          | 田中正彦           |
| 2017 | ドクター・ストレンジ Doctor Strange                                                          | カエシリウス                         | 井上和彦                                                                 |                    |
| 2019 | アダムズ・アップル Adams Æbler                                                               | イヴァン                             | 製作年：2005年                                                           |                    |
| 2019 | 永遠の門 ゴッホの見た未来 At Eternity’s Gate                                                 | 聖職者                               |                                                                          | (吹替版なし)       |
| 2019 | 残された者 -北の極地- Arctic                                                                 | オボァガード                         |                                                                          | (吹替版なし)       |
| 2021 | アナザーラウンド Another Round                                                               | マーティン                           | デンマーク・オランダ・スウェーデン合作映画                               | 井上和彦           |
| 2021 | カオス・ウォーキング Chaos Walking                                                           | デヴィッド・プレンティス             |                                                                          | （吹き替え版なし） |
| 2022 | ライダーズ・オブ・ジャスティス Retfærdighedens ryttere                                       | マークス                             | 藤真秀                                                                   |                    |
| 2022 | ファンタスティック・ビーストとダンブルドアの秘密 Fantastic Beasts: The Secrets of Dumbledore | ゲラート・グリンデルバルド           | 井上和彦                                                                 |                    |
| 2023 | インディ・ジョーンズと運命のダイヤル Indiana Jones and the Dial of Destiny                   | ユルゲン・フォラー                   | 井上和彦                                                                 |                    |
| 2024 | ライオン・キング:ムファサ Mufasa: The Lion King                                              | キロス                               | 声の出演                                                                 | 渡辺謙             |
| 2025 | 愛を耕すひと The Promised Land                                                               | ルドウィ・ケーレン大尉               |                                                                          | 井上和彦           |
| TBA  | Dust Bunny                                                                                   | TBA                                  | TBD                                                                      |                    |
| TBA  | Last Meals                                                                                   | TBA                                  | TBD                                                                      |                    |
| TBA  | Sirius                                                                                       | TBA                                  | TBD                                                                      |                    |

#### WEB配信映画
| 年   | 題名                          | 役名                                    | 配信局  | 吹替     |
| ---- | ----------------------------- | --------------------------------------- | ------- | -------- |
| 2019 | ポーラー 狙われた暗殺者 Polar | ダンカン・ヴィスラ / ブラック・カイザー | Netflix | 井上和彦 |

### テレビシリーズ
| 公開年    | 題名                                 | 役名                 | 備考                             | 吹き替え     |
| --------- | ------------------------------------ | -------------------- | -------------------------------- | ------------ |
| 2005      | Klovn                                | Mads                 | 第1シーズン第8話「Str. 44」      | N/A          |
| 2005      | Julie                                | Harald               | 計6話出演                        | N/A          |
| 2013-2015 | ハンニバル Hannibal                  | ハンニバル・レクター | 計39話出演                       | 井上和彦     |
| 2024      | UNIT ONE-特別機動捜査班- Rejseholdet | アラン・フィッシャー | 製作年：2000年-2003年 計32話出演 | (吹替版なし) |

### ビデオゲーム
| 年   | 題名                                       | 役名                   | 備考                       | 吹き替え |
| ---- | ------------------------------------------ | ---------------------- | -------------------------- | -------- |
| 2008 | 007 慰めの報酬 Quantum of Solace: The Game | ル・シッフル           | 声の出演                   | 中多和宏 |
| 2019 | デス・ストランディング Death Stranding     | クリフォード・アンガー | 声とモーションキャプチャー | 山路和弘 |

### ミュージックビデオ
| 発表年 | アーティスト     | タイトル                   | 役名           |
| ------ | ---------------- | -------------------------- | -------------- |
| 2009   | Jokeren          | Sig Ja                     | Male lead      |
| 2011   | ソルスターフィア | Djáknin                    | Viking man     |
| 2015   | リアーナ         | Bitch Better Have My Money | The Accountant |

## 受賞とノミネート
| 年   | 受賞 | 題名                                                                                        | 結果       |
| ---- | --- | ------------------------------------------------------------------------------------------- | ---------- |
| 2001 | ズールー賞主演男優賞 Zulu Award for Best Actor                                                                             | シェイク・ユア・ハート（原題：Shake It All About）                                          | 受賞       |
| 2002 | ルーアン・ノルディック映画祭主演男優賞 Rouen Nordic Film Festival Award for Best Actor                                     | しあわせな孤独（ドイツ語: Elsker dig for evigt、英語: Open Hearts）                         | 受賞       |
| 2002 | ボディル賞主演男優賞 Bodil Award for Best Actor                                                                            | しあわせな孤独（ドイツ語: Elsker dig for evigt、英語: Open Hearts）                         | ノミネート |
| 2002 | ロバート賞主演男優賞 Robert Festival Award for Best Actor                                                                  | しあわせな孤独（ドイツ語: Elsker dig for evigt、英語: Open Hearts）                         | ノミネート |
| 2002 | ズールー賞助演男優賞 Zulu Award for Best Supporting Actor                                                                  | ウィルバーの事情（Wilbur Wants to Kill Himself）                                            | 受賞       |
| 2003 | ファンタスポルト賞主演男優賞 Fantasporto Award for Best Actor                                                              | フレッシュ・デリ（The Green Butchers）                                                      | 受賞       |
| 2003 | ボディル賞主演男優賞 Bodil Award for Best Actor                                                                            | フレッシュ・デリ（The Green Butchers）                                                      | ノミネート |
| 2004 | ズールー賞助演男優賞 Zulu Award for Best Actor                                                                             | プッシャー2（Pusher II）                                                                    | 受賞       |
| 2004 | ボディル賞主演男優賞 Bodil Award for Best Actor                                                                            | プッシャー2（Pusher II）                                                                    | 受賞       |
| 2004 | ロバート賞主演男優賞 Robert Festival Award for Best Actor                                                                  | プッシャー2（Pusher II）                                                                    | 受賞       |
| 2005 | プチョン国際ファンタスティック映画祭主演男優賞 Puchon International Fantastic Film Festival Award for Best Actor           | アダムズ・アップル（Adam's Apples）                                                         | 受賞       |
| 2005 | ロバート賞最優秀助演男優賞 Robert Award for Best Actor in a Supporting RoleRobert Festival Award for Best Supporting Actor | アダムズ・アップル（Adam's Apples）                                                         | ノミネート |
| 2006 | パームスプリングス国際映画祭主演男優賞 Palm Springs International Film Festival Award for Best Actor                       | アフター・ウェディング（After the Wedding）                                                 | 受賞       |
| 2006 | ヨーロッパ映画賞主演男優賞 European Film Award for Best Actor                                                              | アフター・ウェディング（After the Wedding）                                                 | ノミネート |
| 2006 | ロバート賞主演男優賞 Robert Festival Award for Best Actor                                                                  | アフター・ウェディング（After the Wedding）                                                 | ノミネート |
| 2006 | ズールー賞主演男優賞 Zulu Award for Best Actor                                                                             | プラハ（Prague）                                                                            | 受賞       |
| 2006 | ボディル賞主演男優賞 Bodil Award for Best Actor                                                                            | プラハ（Prague）                                                                            | ノミネート |
| 2006 | ロバート賞主演男優賞 Robert Festival Award for Best Actor                                                                  | プラハ（Prague）                                                                            | ノミネート |
| 2007 | 国際映画批評家連盟 最優秀男優賞 FIPRESCI Prize for Best Actor                                                              | アフター・ウェディング（After the Wedding）                                                 | 受賞       |
| 2008 | ヨーロッパ映画賞主演男優賞 European Film Award for Best Actor                                                              | 誰がため（Flame & Citron）                                                                  | ノミネート |
| 2008 | ロバート・フェスティバル賞主演男優賞 Robert Festival Award for Best Supporting Actor                                       | 誰がため（Flame & Citron）                                                                  | ノミネート |
| 2009 | ロバート・フェスティバル賞主演男優賞 Robert Festival Award for Best Actor                                                  | ヴァルハラ・ライジング（Valhalla Rising）                                                   | ノミネート |
| 2011 | ヨーロピアン・フィルム・アカデミー世界映画賞 European Film Academy Achievement in World Cinema Award                       | 該当なし                                                                                    |            |
| 2012 | ボディル賞主演男優賞 Bodil Award for Best Actor                                                                            | ロイヤル・アフェア 愛と欲望の王宮（A Royal Affair）                                         | ノミネート |
| 2012 | ロバート賞主演男優賞 Robert Festival Award for Best Actor                                                                  | ロイヤル・アフェア 愛と欲望の王宮（A Royal Affair）                                         | ノミネート |
| 2012 | カンヌ国際映画祭 男優賞 Cannes Film Festival Award for Best Actor                                                          | 偽りなき者（The Hunt）                                                                      | 受賞       |
| 2012 | ロバート賞主演男優賞 Robert Festival Award for Best Actor                                                                  | 偽りなき者（The Hunt）                                                                      | 受賞       |
| 2012 | ボディル賞主演男優賞 Bodil Award for Best Actor                                                                            | 偽りなき者（The Hunt）                                                                      | 受賞       |
| 2012 | パームスプリングス国際映画祭主演男優賞 Palm Springs International Film Festival Award for Best Actor                       | 偽りなき者（The Hunt）                                                                      | 受賞       |
| 2012 | ズールー賞主演男優賞 Zulu Award for Best Actor                                                                             | 偽りなき者（The Hunt）                                                                      | 受賞       |
| 2012 | インターナショナル・シネファイル・ソサエティー賞主演男優賞 International Cinephile Society Award for Best Actor            | 偽りなき者（The Hunt）                                                                      | ノミネート |
| 2012 | 国際オンライン映画批評家投票最優秀男優賞 International Online Film Critics' Poll Award for Best Actor                      | 偽りなき者（The Hunt）                                                                      | ノミネート |
| 2012 | ヨーロッパ映画賞主演男優賞 European Film Award for Best Actor                                                              | 偽りなき者（The Hunt）                                                                      | ノミネート |
| 2012 | ロンドン映画批評家協会賞最優秀男優賞 London Film Critics Circle Award for Actor of the Year                                | 偽りなき者（The Hunt）                                                                      | ノミネート |
| 2012 | オンライン映画批評家協会賞主演男優賞 Online Film Critics Society Award for Best Actor                                      | 偽りなき者（The Hunt）                                                                      | ノミネート |
| 2012 | ダブリン映画批評家協会賞 Dublin Film Critics Circle Awards                                                                 | 偽りなき者（The Hunt）                                                                      | ノミネート |
| 2012 | テルライド映画祭（TFF）銀メダル賞 Silver Medallion Award                                                                   | 該当者なし                                                                                  |            |
| 2013 | セザール賞主演男優賞 César Award for Best Actor（英語）                                                                    | バトル・オブ・ライジング コールハースの戦い Age of Uprising: The Legend of Michael Kohlhaas | ノミネート |
| 2013 | ボディル賞主演男優賞 Best Actor in a Leading Role                                                                          | 偽りなき者（The Hunt）                                                                      | ノミネート |
| 2013 | ヒューストン映画批評家協会最優秀男優賞（英語）HFCS Award for Best Actor                                                    | 偽りなき者（The Hunt）                                                                      | ノミネート |
| 2013 | ロンドン映画批評家協会賞 ALFS Award for Actor of the Year                                                                  | 偽りなき者（The Hunt）                                                                      | ノミネート |
| 2013 | ロバート・フェスティバル賞主演男優賞 Robert Festival Award for Best Actor                                                  | 偽りなき者（The Hunt）                                                                      | ノミネート |
| 2013 | シアトル国際映画祭（英語）ゴールデン・スペース・ニードル賞                                                                 | 偽りなき者（The Hunt）                                                                      | ノミネート |
| 2013 | ズールー賞主演男優賞 | 偽りなき者（The Hunt）                                                                      | 受賞       |
| 2013 | IGN賞 夏季テレビ映画最優秀ヴィラン賞 IGN Summer Movie Award for Best TV Villian                                            | ハンニバル Hannibal                                                                         | ノミネート |
| 2013 | 国際オンラインシネマ賞 テレビドラマシリーズ最優秀助演男優賞 INOCA TV Award for Best Supporting Actor in a Drama Series     | ハンニバル Hannibal                                                                         | ノミネート |
| 2013 | イタリア・オンライン映画賞 最優秀主演男優賞 Italian Online Movie Award for Best Actor                                      | ハンニバル Hannibal                                                                         | ノミネート |
| 2013 | ロバート賞主演男優賞 Robert Festival Award for Best Actor                                                                  | A Royal Affair                                                                              | ノミネート |
| 2013 | サターン主演男優賞 テレビ部門 Saturn Award for Best Actor on Television                                                    | ハンニバル（Hannibal）テレビシリーズ                                                        | 受賞       |
| 2014 | サターン主演男優賞 テレビ部門 Saturn Award for Best Actor on Television                                                    | ハンニバル（Hannibal）テレビシリーズ                                                        |            |
| 2014 | ボディル賞主演男優賞 Bodil Award for Best Actor in a Leading Role（英語）                                                  | 偽りなき者The Hunt                                                                          | 受賞       |
| 2014 | クロトルーディス独立系映画協会Chlotrudis Award for Best Actor                                                              | 偽りなき者The Hunt                                                                          | 受賞       |
| 2014 | CinEuphoria Award for Best Actor – International Competition                                                               | 偽りなき者The Hunt                                                                          | 受賞       |
| 2014 | International Cinephile Society Award for Best Actor                                                                       | 偽りなき者The Hunt                                                                          | ノミネート |
| 2014 | 国際映画批評家連盟 最優秀男優賞 FIPRESCI Prize for Best Actor                                                              | 偽りなき者The Hunt                                                                          | 受賞       |
| 2014 | Robert Award for Best Actor in a Leading Role                                                                              | 偽りなき者The Hunt                                                                          | 受賞       |
| 2014 | SESC Film Festival Audience Award for Best Foreign Actor                                                                   | 偽りなき者The Hunt                                                                          | 受賞       |
| 2014 | OFTAテレビ賞 ドラマシリーズ最優秀俳優賞 OFTA Television Award for Best Actor in a Drama Series                             | 偽りなき者The Hunt                                                                          | ノミネート |
| 2014 | IGN賞 夏季テレビ映画最優秀ヴィラン賞 IGN Summer Movie Award for Best TV Villain                                            | Hannibal                                                                                    | 受賞       |
| 2014 | IGN賞 視聴者が選ぶ最優秀テレビ・ヴィラン賞 IGN People's Choice Award for Best TV Villain                                   | Hannibal                                                                                    | 受賞       |
| 2015 | サテライト賞 主演男優賞（テレビシリーズ・ドラマ部門） Satellite Award for Best Actor – Television Series Drama             | ハンニバル Hannibal                                                                         | ノミネート |
| 2015 | ファンゴリア・チェーンソー賞 最優秀テレビ俳優賞 Fangoria Chainsaw Awards（英語）                                           | ハンニバル Hannibal                                                                         | ノミネート |
| 2015 | ズールー賞主演男優賞 Zulu Award for Best Actor                                                                             | メン＆チキン（Men & Chicken）                                                               | 受賞       |
| 2015 | IOFCP Award for Best Actor in a Leading Role（英語）                                                                       | 偽りなき者The Hunt                                                                          | ノミネート |
| 2016 | ロバート賞助演男優賞 Robert Award for Best Actor in a Supporting Role                                                      | メン＆チキン（Men & Chicken）                                                               | ノミネート |
| 2016 | Russian National Movie Award for Best Foreign Villain of the Year                                                          | ハンニバル Hannibal                                                                         | ノミネート |
| 2016 | Saturn Award for Best Actor on Television                                                                                  | Hannibalテレビシリーズ                                                                      | ノミネート |
| 2017 | ズールー賞主演男優賞 Zulu Award for Best Actor（英語）                                                                     | ドクター・ストレンジ（Doctor Strange）                                                      | 受賞       |
| 2017 | Kids' Choice Award for Best Performance                                                                                    | Rogue One                                                                                   | ノミネート |
| 2018 | ローリッツェン賞 Lauritzen Award                                                                                           | マッツ・ミケルセン自身 Himself                                                              | 受賞       |
| 2019 | Nordic Honorary Dragon Award                                                                                               | 該当者なし                                                                                  |            |
| 2019 | ゲーム大賞最優秀作品賞 The Game Award for Best Performance                                                                 | デス・ストランディング（Death Stranding）                                                   | 受賞       |
| 2020 | ヨーロッパ映画賞男優賞 en:European Film Award for Best Actor                                                               | アナザー・ラウンド（Another Round）                                                         | 受賞       |
| 2020 | 英国アカデミー賞主演男優賞                                                                                                 | アナザー・ラウンド（Another Round）                                                         | ノミネート |
| 2020 | トロント映画批評家協会主演男優賞                                                                                           | アナザー・ラウンド（Another Round）                                                         | ノミネート |
| 2020 | Indiana Film Journalists Association Award for Best Actor                                                                  | Riders of Justice                                                                           | ノミネート |
| 2020 | Indiewire Critics' Poll Award for Best Performance                                                                         | アナザー・ラウンド（Another Round）                                                         | ノミネート |
| 2020 | Silver Shell for Best Actor                                                                                                | アナザー・ラウンド（Another Round）                                                         | 受賞       |
| 2021 | BAFTA賞最優秀主演男優賞 BAFTA Award for Best Actor in a Leading Role                                                       | アナザー・ラウンド（Another Round）                                                         | ノミネート |
| 2021 | ボディル賞助演男優賞 Bodil Award for Best Actor                                                                            | アナザー・ラウンド（Another Round）                                                         | 受賞       |
| 2021 | クロトルディス賞最優秀主演男優賞 Chlotrudis Award for Best Actor                                                           | アナザー・ラウンド（Another Round）                                                         | ノミネート |
| 2021 | Dublin Film Critics Circle Awards for Best Actor                                                                           | アナザー・ラウンド（Another Round）                                                         | ノミネート |
| 2021 | New Mexico Film Critics for Best Actor                                                                                     | アナザー・ラウンド（Another Round）                                                         | 受賞       |
| 2021 | ロバート賞最優秀主演男優賞 Robert Award for Best Actor in a Leading Role                                                   | アナザー・ラウンド（Another Round）                                                         | 受賞       |
| 2021 | Toronto Film Critics Association Award for Best Actor                                                                      | アナザー・ラウンド（Another Round）                                                         | ノミネート |
| 2021 | Hollywood Critics Association Midseason Awards for Best Actor                                                              | Riders of Justice                                                                           | ノミネート |
| 2021 | Indiana Film Journalists Association for Best Actor                                                                        | Riders of Justice                                                                           | ノミネート |
| 2021 | ロバート賞最優秀主演男優賞 Robert Award for Best Actor in a Leading Role                                                   | Riders of Justice                                                                           | ノミネート |
| 2021 | ズールー賞主演男優賞 Zulu Award for Best Actor                                                                             | Another Round, Riders of Justice                                                            | 受賞       |
| 2022 | CinEuphoria Award for Best Actor – International Competition                                                               | Another Round                                                                               | 受賞       |
| 2022 | CinEuphoria Award for Best Actor – Audience Award                                                                          | Another Round                                                                               | 受賞       |
| 2022 | Jupiter Award for Best International Actor                                                                                 | Another Round                                                                               | 受賞       |
| 2022 | Critics Choice Super Award for Best Actor in an Action Movie                                                               | Riders of Justice                                                                           | ノミネート |

## 日本語吹き替え
当初、作品ごとに異なる声優が務めていたが、『ハンニバル』で井上和彦が起用されたことがきっかけで、以降は大半の作品で井上が主に声を務めるようになった。また井上はミケルセンが『ドクター・ストレンジ』のPRと『大阪コミコン2023』で来日した際に二度の対面を果たしており、ミケルセン本人から「My Voice」と呼ばれ公認を受けている。
井上はミケルセンの魅力について「いきなりしゃべらないで、まず（ミケルセンの）顔が出てくるじゃないですか。うわ、来た！と思って。そしてマッツさんは、しゃべる寸前に口がパカッと開くんですよ。あれがセクシー」と分析しており、台本に入っていない箇所もディレクターと『ちょっと息を入れていいですか』と相談した上で付け足すなど、細やかなこだわりを込めていることも明かしている。また、吹き替える上での秘訣については「（ミケルセンの場合は）なにを考えているのか、どんな演技プランを立てているのかわからない。たたずまいがそのまま役になっているから。どうするの？と思って、細胞からなにからマッツさんになろうと思った。僕はお腹だって出ているし、なれないんだけど（苦笑）。“なろう”という気持ちでじっと画面を見ていると、どういうことを考えているのか、どういう気持ちなのかが、なんとなくわかるような気がしてくるんです」と吐露している。『インディ・ジョーンズと運命のダイヤル』で担当した際には、事前に開催された『大阪コミコン2023』で担当した事を本人と話し「ドイツ語を喋るシーンは大変だったんじゃないか？」とミケルセンが演技したシーンをどう吹き替えたか談笑したことを語っている。その際井上は「マッツさんはノリに乗ってるな〜と思いました。とにかくテンション高く演じられていて、マッツさんもインディ・ジョーンズの世界が大好きなんだろうなと感じました」とコメントし、またミケルセンのことを「チャーミングでカッコいい方」と評している。
このほかにも、木下浩之、田中正彦、山路和弘なども複数回、声を当てている。